# NGC 7431
NGC 7431 је галаксија у сазвежђу Пегаз која се налази на NGC листи објеката дубоког неба.
Деклинација објекта је + 26° 9' 52" а ректасцензија 22h 57m 38,8s. Привидна величина (магнитуда) објекта NGC 7431 износи 15,0 а фотографска магнитуда 16,0. NGC 7431 је још познат и под ознакама NPM1G +25.0524, , contactPGC 1765321.